# لیزینگ هواپیما
لیزینگ (Leasing) با تلفظ لیسینگ یک لغت انگلیسی به معنای کلمه ای "دروغگویی" است، اما کلمه همخانواده آن (Lease) به معنای اجاره، کرایه (دادن یا گرفتن) است.
همینطور (lessee) مستاجر، کرایه گیرنده یا اجاره‌نشین و
(Lessor) صاحب، کرایه دهنده کالا یا اجاره گیرنده (دریافت‌کننده وجه نقد) است.

## لیزینگ هواپیما
گرچه عبارت بالا در لغت زیاد صحیح نیست اما در فارسی به عنوان عمل اجاره دادن یک هواپیما جا افتاده است.
لیزینگ هواپیما عبارتست از اینکه صاحب هواپیما آن را به شرکت هواپیمایی دارنده AOC معتبر اجاره دهد.

## انواع لیزینگ هواپیما
Dry یا خشک، فقط خود هواپیما بدون هیچ نوع خدمات دیگر
Wet هواپیما همراه با بیمه، قطعه و تعمیرات
ACMI هواپیما همراه با کلیه خدمات پس از فروش بالا و همچنین تأمین خدمه پروازی و زمینی